# Propstei Starkenburg
Die Propstei Starkenburg ist eine der fünf Propsteien (Regionalgliederungen) der Evangelischen Kirche in Hessen und Nassau (EKHN). Sie umfasst den Bereich zwischen dem Rhein-Main-Gebiet und dem Odenwald im südlichen Hessen, dient der Koordination und Unterstützung der evangelischen Gemeinden und Dekanate in dieser Region und wird von einem Propst geleitet. Seit 2021 amtiert Stephan Arras in dieser Funktion.

## Aufgaben und Struktur
Die Aufgaben der Propstei umfassen die Förderung kirchlicher Aktivitäten in ihren angeschlossenen Dekanaten, die Unterstützung von Seelsorgeprojekten und die Organisation und Begleitung von Gottesdiensten sowie kirchlichen Veranstaltungen. Weitere Schwerpunkte liegen auf der Förderung des Ehrenamts, der Verwaltung und Organisation kirchlicher Aufgaben sowie der Kooperation mit Bildungseinrichtungen, wie etwa der Evangelischen Hochschule Darmstadt. Die Propstei engagiert sich in sozialen Projekten, organisiert diakonische Initiativen und unterstützt die Jugendarbeit.
Zur Propstei gehören sechs Dekanate:
- Groß-Gerau-Rüsselsheim (entstanden 2016 durch Fusion der Dekanate Groß-Gerau und Rüsselsheim; 2019 kam der Nordteil des aufgelösten Dekanats Ried hinzu)
- Darmstadt (entstanden 2022 durch Fusion der Dekanate Darmstadt-Land und Darmstadt-Stadt)
- Dreieich und Rodgau (entstanden 2021 durch Fusion der Dekanate Dreieich und Rodgau)
- Bergstraße (entstanden 2006 durch Fusion der Dekanate Bergstraße Süd (bis 2000 Dekanat Reinheim) und Dekanat Bergstraße Mitte (bis 2000 Dekanat Zwingenberg); 2019 kam der Südteil des aufgelösten Dekanats Ried hinzu)
- Vorderer Odenwald (entstanden 2010 durch Fusion der Dekanate Groß-Umstadt und Reinheim)
- Odenwald (bis 2007 Dekanat Erbach)

Diese Dekanate bilden die strukturellen Einheiten der Kirchenregion, die von der Propstei koordiniert werden. Der Sitz der Propstei ist in Darmstadt, wo auch der Propst seinen Amtssitz hat. Der derzeitige Propst ist seit 1. Dezember 2021 Stephan Arras.

## Historische Entwicklung
Die Propstei Starkenburg hat eine lange historische Entwicklung, die ihre Wurzeln in den alten Verwaltungsbezirken der Landgrafschaft Hessen hat. Die Residenzstadt Darmstadt war seit 1555 auch Sitz einer Superintendentur, die der Aufsicht über die Kirchengemeinden der Obergrafschaft diente. Nachdem die Landgrafschaft Hessen-Darmstadt 1806 zum Großherzogtum Hessen geworden war, wurde 1816 als eine von drei Provinzen die Provinz Starkenburg gebildet, benannt nach der Starkenburg bei Heppenheim. Sie umfasste neben der Obergrafschaft auch zahlreiche kleinere Territorien, die erst zu Beginn des 19. Jahrhunderts an Hessen-Darmstadt gefallen waren. Als Aufsichtsbezirk innerhalb der Evangelischen Landeskirche in Hessen bestand weiterhin die Superintendentur Darmstadt.
Bei der Neugliederung der 1934 durch Fusion von drei Kirchen entstandenen Evangelischen Landeskirche Nassau-Hessen wurde die Superintendentur zu einer von fünf Propsteien der Landeskirche. Nachdem der Zusammenschluss 1947 bestätigt worden war, kam eine sechste Propstei hinzu. Die Propstei Starkenburg wurde 1967 in die Propsteien Nord-Starkenburg und Süd-Starkenburg geteilt. Im Jahr 2000 wurde die Propstei Frankfurt mit der Propstei Nord-Starkenburg zur neuen Propstei Rhein-Main vereinigt. Fünf Dekanate (Dreieich, Groß-Gerau, Offenbach, Rodgau und Rüsselsheim) kamen damit zu den vier Frankfurter Dekanaten hinzu. Bei einer erneuten Strukturänderung 2017 kehrten jedoch die Dekanate Groß-Gerau und Rüsselsheim sowie Dreieich und Rodgau (inzwischen jeweils vereinigt) zur Propstei Starkenburg, wie sie seit 2000 wieder hieß, zurück; nur das Dekanat Offenbach blieb bei Rhein-Main und vereinigte sich 2019 mit dem Stadtdekanat Frankfurt am Main.

## Kooperation und soziales Engagement
Die Propstei Starkenburg arbeitet eng mit anderen christlichen Konfessionen und gemeinnützigen Organisationen zusammen und pflegt ein gutes Miteinander mit den Landeskirchlichen Gemeinschaften im Starkenburger Gemeinschaftsverband. Durch Kooperationen mit sozialen Einrichtungen, Schulen und diakonischen Projekten unterstützt die Propstei zahlreiche gesellschaftliche Initiativen.

## Pröpste

### Propstei Starkenburg
- 1934–1947: Friedrich Müller (mit Unterbrechung 1934/35, 1945–1947 als Superintendent)[4]
- 1945–1947: Wilhelm Bergér (in Vertretung von Friedrich Müller, der zugleich Präsident der vorläufigen Kirchenleitung war)
- 1950–1967: Felix Rau[5]

### Propstei Süd-Starkenburg
- 1967–1968: Felix Rau
- 1969–1983: Rainer Schmidt
- 1983–1998: Heinrich-Nikolaus Caspary
- 1998–2000: Karin Held

### Propstei Nord-Starkenburg
- 1967–1978: Ernst Dondorf
- 1978–1990: Reinhard Walter
- 1990–1999: Gundel Neveling

### Propstei Starkenburg
- 2000–2021: Karin Held
- 2021––000: Stephan Arras

## Geografischer Bereich und Bedeutung
Die Propstei erstreckt sich geografisch vom Rhein-Main-Gebiet über die Bergstraße bis zum Odenwald. Ihr Gebiet umfasst neben der kreisfreien Stadt Darmstadt auch die Landkreise Bergstraße, Landkreise Darmstadt-Dieburg, Groß-Gerau und Offenbach sowie den Odenwaldkreis. Dazu kommen im Dekanat Dreieich-Rodgau die beiden Hanauer Stadtteile Steinheim und Klein-Auheim. 
Die Region ist durch die Nähe zu Frankfurt und den Flughafen Frankfurt stark wirtschaftlich geprägt und beherbergt mehrere wissenschaftliche und technologisch bedeutsame Einrichtungen. Das Gebiet ist von einer Mischung aus urbanen und ländlichen Strukturen geprägt, die Landwirtschaft und Weinbau umfassen, was ihm eine besondere kulturelle und wirtschaftliche Prägung verleiht.